# Sherkala
Sherkala (en kazajo: Шерқала; en ruso: Шеркала) es una montaña en la provincia de Mangystau, en el Kazajistán occidental, cerca de la ciudad de Schetpe. Se la ha descrito como parecida a un pialá (cuenco), yurta o esfinge con la parte sur empinada, y los lados este y norte más erosionados. 
La montaña está situada entre los montes Karatau central y occidental.
Restos de una caravana medieval y fortaleza pertenecientes a Jochi, el hijo de Gengis Kan se encuentran están en la cima y al pie de la montaña. Un túnel puede ser utilizado para acceder a la cumbre.